# بروس مارشال (كاتب)
بروس مارشال Bruce Marshall (24 يونيو 1899 – 18 يونيو 1987) هو كاتب وروائي سكوتلندي. 
نشر أول أعماله في عام 1918 وهي رواية «لص في الليل» والتي نشرها على نفقته، ونشرت آخر أعماله بعد وفاته وهي رواية «حكاية عن السكان الكيب» عام 1988.

## روابط خارجية
- بروس مارشال (كاتب) على موقع IMDb (الإنجليزية)
- بروس مارشال (كاتب) على موقع مونزينجر (الألمانية)
- بروس مارشال (كاتب) على موقع أول موفي (الإنجليزية)
- بروس مارشال (كاتب) على موقع إن إن دي بي (الإنجليزية)
- بروس مارشال (كاتب) على موقع قاعدة بيانات الفيلم (الإنجليزية)
- بروس مارشال (كاتب) على موقع كينوبويسك (الروسية)